# Docteurs in love
Pour plus de détails, voir Fiche technique et Distribution.
Docteurs in love (Young Doctors in Love) est un film américain réalisé par Garry Marshall, sorti en 1982.

## Fiche technique
- Titre : Docteurs in love ou Cupidon chez les toubibs[1]
- Titre original : Young Doctors in Love
- Réalisation : Garry Marshall
- Scénario : Michael Elias et Rich Eustis
- Production : Nick Abdo, Jerry Bruckheimer, Jeffrey Ganz et Garry Marshall
- Musique : Maurice Jarre
- Photographie : Donald Peterman
- Montage : Dov Hoenig (en)
- Pays d'origine : États-Unis
- Format : Couleurs - 1,85:1 - Stéréo
- Genre : Comédie
- Durée : 96 minutes
- Date de sortie : 1982
  - France : 24 novembre 1982[1]

## Distribution
- Sean Young : Dr Stephanie Brody
- Michael McKean : Dr Simon August
- Gary Friedkin : Dr Milton Chamberlain
- Kyle T. Heffner : Dr Charles Litto
- Rick Overton : Dr Thurman Flicker
- Crystal Bernard : Julie
- Ted McGinley : Dr Bucky DeVol
- Saul Rubinek : Floyd Kurtzman
- Harry Dean Stanton : Dr Oliver Ludwig
- Pamela Reed : Infirmière Norine Sprockett
- Taylor Negron : Dr Phil Burns
- Dabney Coleman : Dr Joseph Prang
- Michael Richards : Malamud Callahan
- Hector Elizondo : Angelo / Angela Bonafetti
- Patrick Macnee : Jacobs
- Charlie Brill : Dr Quick
- Thomas Byrd : Interne
- Billie Bird : Mme Greschler
- Robert Ball : Mickey Callaghan
- Ed Begley Jr. : Lyle August
- Hamilton Camp : Oscar Katz
- Frank Campanella : le grand-père de Simon jeune
- Michael Damian : Cameo
- Steven Ford : Cameo
- Chris Robinson : Cameo
- Janine Turner : Cameo
- George Furth
- Christie Brinkley
- Mr. T
- Monique Gabrielle